# 朱應熊
朱應熊（？年—？年），號渭叟，江西瑞州府浮梁县人。明朝末年政治人物。

## 生平
崇祯三年（1630年）庚午科江西乡试舉人，四年（1631年）联捷辛未科进士。大理寺观政，授海盐县知县，十一年升兵部车驾司主事，十二年补武选司主事，十三年调职方司，升职方司员外郎，督捕。历升山东济南道参议，兼理粮饷。